# بني لوزانو
بني لوزانو (بالإسبانية: Bani Lozano)‏ هو لاعب كرة قدم هندوراسي في مركز الدفاع، ولد في 15 أبريل 1982 في Arenal, Honduras ‏ في هندوراس. شارك مع منتخب هندوراس لكرة القدم. أما مع النوادي، فقد لعب مع نادي بلاتنسي ونادي ماراثون وناسيونال مونتيفيديو.

## وصلات خارجية
- بني لوزانو على موقع قاعدة بيانات كرة القدم.إي يو (الإنجليزية)
- بني لوزانو على موقع ناشيونال فوتبول تيمز (الإنجليزية)
- بني لوزانو على موقع Soccerway.com (الإنجليزية)